# 리오 케이코아
리오 케이코아(Leo Kekoa) 또는 L.E.O (본명: 대니얼 리오 킴, 한국명: 김한, 1980년 2월 22일 ~ )는 미국의 래퍼이다. 《II MC》를 통해 데뷔했으며, 《Ill Skillz》 시절에 큰 인기를 누렸고, 2007년에는 솔로 앨범을 냈다. 소속사는 터치다운 프로덕션이며, 힙합 크루는 822 소속이었으나, 현재는 Dokkebeez 소속이다. 또한 강남 2인조라는 팀의 멤버이기도 하다.

## 바이오그래피

### 데뷔 전
리오 케이코아는 하와이주 호놀룰루에서 태어나 대학교 때까지 한국과 하와이를 오가면서 생활했다. 그의 어린 생활은 DJ Soulscape의 곡인 "Story"(이후 이 곡은 "Life Story 2004"라는 곡으로 재탄생했다)에 잘 나타나있다. 그가 한 살 때 그의 부모는 이혼을 했으며, 그때부터 그는 아버지와 생활을 시작한다(어머니와 2005년 때 재회). 청소년기에 그는 주로 갱단과 어울렸으며 그로 인해 중학교 2학년 때 처음으로 감옥생활을 경험했다. 그러던 그는 고2 때 집으로부터 독립한 후 자취 생활을 하다가 귀국하였다.

### II MC와 Ill Skillz
리오 케이코아가 처음 래퍼로써 활동하게 된 것은 1998년 II MC라는 그룹을 통해서였다. 당시 그는 Fame-$라는 이름으로 Special K와 함께 클럽 MP에서 활동하였으며, 1999년에는 "천상천하 유아독존"이라는 앨범을 냈다. 이 그룹은 그 해 클럽 MP에서 마지막 공연을 갖고 공식 해체하게 된다.
한편 농구를 하면서 친해진 Vinnie Del Negro와 Make-1과 함께 그는 Ill Skillz라는 팀을 조직하기로 한다. 이 팀은 그가 하와이에 잠시 가 있을 때 2인조 체제로 주석의 "정상을 향한 독주"를 통해 데뷔하고, Leo Kekoa는 귀국 후 합류하여 3인조 체제가 된다. 2001년 Leo Kekoa는 DJ Soulscape의 앨범 180g Beats의 수록곡 STORY에 피쳐링하면서 두각을 드러내고, 그 즈음 822라는 크루를 조직하여서 활동을 넓힌다. 822는 아쉽게도 오래가지 못하고 Leo Kekoa와 주석 사이를 중심으로 한 불화로 인해 해체된다. 또 이 즈음 Vinnie Del Negro의 탈퇴로 Ill Skillz는 2인조 그룹이 된다.

### 2인조 Ill Skillz 그리고 솔로까지
2001년 Dokkebeez와 Buda Sound의 멤버가 된 그는 2인조로써의 Ill Skillz 앨범 준비를 시작한다. 또 2003년에는 힙합플레이야 인터넷 라디오 방송인 "Kick Ass Radio"를, 2004년에는 M.net의 힙합 방송 "Hiphop the Vibe"를 진행하는 역을 맡기도 하였다. 하지만 2004년 Make-1의 군입대로 Ill Skillz 앨범은 무산되고, 이때부터 Leo Kekoa는 솔로 앨범 작업을 시작한다. 여러번 연기되어 아쉬움을 더해주던 그의 앨범은, 2005년 인터넷 유출 사건으로 미완성본이 나돌아다녔으며, 이때문에 Leo Kekoa는 앨범의 절반 이상을 재작업하게 된다. 그리고 2007년 2월 첫 앨범을 내고 오버그라운드에서 활동을 하였다.
Buda Sound와의 계약이 만료된 이후, 2008년 10월 31일에는 클럽 마스터플랜부터 알고 지내온 사이였던 MC 스나이퍼의 레이블 Sniper Sound와 계약을 맺어 사람들을 놀라게 하였다. Sniper Sound 내에서의 활동은 2011년 말까지 이어졌으며, 계약 기간 만료 후 그는 다시 무소속으로 한동안 활동하였다. 이 기간 동안 그는 Illinit과 강남 2인조란 듀오를 조직하여 〈빵야〉 등의 싱글을 발표하였다. 그의 다음 솔로 앨범은 2012년 2월을 목표로 작업 중이다. 또한 그 달, 실용음악학교 한국 콘서바토리의 교수로 임용되기도 하였다.

### 터치다운 설립
12월 11일에는 1년 반의 교제 끝에 한 여성과 결혼식을 올렸으며, Pe2ny와 새로운 소속사 "터치다운"를 설립하고 신곡 〈안달났어〉를 발표하였는데, 이 싱글에서는 다시 옛날 이름 Leo Kekoa를 썼으며, 이후로 나온 디지털 싱글들에서도 Leo Kekoa란 이름을 사용하고 있다.
결혼 이후 그와 아내 사이에는 딸 소울이가 탄생했는데, 미숙아로 나온 딸은 얼마 지나지 않아 숨을 거두어 주변 사람을 안타깝게 하였다. 이후 발매 임박 뉴스가 뜬 Leo Kekoa의 네 번째 앨범은 소울이에 대한 추모의 의미를 담아 The Missing SouL이라고 이름 붙여졌다. 이 앨범은 디지털 음원으로 공개되었으며, 앨범 자체는 힙합플레이야에서 독점 판매되었다. 앨범 활동의 연장으로 그 해 6월에는 단독 콘서트를 열었다.
2013년 5월 그는 컴백을 준비하면서 선공개 싱글 〈줄 수 있어〉를 공개하였다. 이를 공개하면서 그는 자신의 트위터를 통해 이번 정규 앨범 활동을 마치고 은퇴 후 미국으로 가겠노라고 밝혀 많은 팬들의 안타까움을 샀다. 6월 두 번째 싱글인 So Good이 공개되었을 때는 그가 새 앨범을 미국 애틀란타에서 작업 중임이 알려졌다.
현재 터치다운 뮤직그룹은 해체 상태
대표곡: 〈떠버리〉, Like That, Rhythm of Life, Love Train, Dream Girl, Sunny, 〈안달났어〉, 〈거짓말처럼〉, Hello, 〈기도〉

## 디스코그래피
- 2007년 2월 13일 1집 (LP) 《Ill Skill》
- 2008년 11월 27일 디지털 싱글 《크리스마스 징크스》
- 2009년 2월 12일 2집 (LP) 《검은띠》
- 2010년 7월 8일 3집 (LP) 《보물섬》
- 2011년 12월 9일 디지털 싱글 《안달났어 (Handalas)》
- 2011년 12월 29일 디지털 싱글 《심장은 검다》
- 2012년 1월 13일 디지털 싱글 《거짓말처럼》
- 2012년 4월 3일 4집 (LP) 《Missing SouL》
- 2013년 5월 21일 디지털 싱글 《줄 수 있어》
- 2013년 6월 20일 디지털 싱글 So Good

## 주석과의 불화
주석, Ill Skillz, Deep Down Tribe, Miniman 등이 속해있던 822는 내부 불화로 2001년 해체되었다. 처음 시작은 인터넷에 올라온 주석의 글이었는데, 내용은 같은 822의 멤버 Leo Kekoa를 겨냥한 것으로, 자신 덕에 Ill Skillz가 떴는데 너무 은혜를 모르고 행동하는 것 같다는 것이었다. 여기에 발끈해서 Leo Kekoa도 주석에게 행동이 남자답지 못하니 제발 떳떳하게 굴라는 내용으로 반격하였다. 이러한 감정 싸움으로 둘 사이는 822 해체 이후에도 한동안 나쁜 상태였다. 현재 둘은 화해한 상태다.

## 이름
- Leo Kekoa는 그의 본명과 하와이 이름을 합친 것이다. Leo는 그의 영어 이름인 "Leo Kim"에서 왔고, Kekoa는 하와이 전통적으로 태어난 사람에게 지어주는 하와이식 이름인데, 뜻은 "하늘이 정해준 남자"이다.[3]
- 초기에는 Leo Kekoa를 Leo K'Koa로 표기하기도 했다.
- Fame-$라는 이름은 II MC 시절 이후로는 한 번도 쓴 적이 없다.
- 틀림없는 떠버리는 Ill Skillz 시절 "떠버리 셋과 판돌이 박박"이란 곡으로 활동할 때 지어진 이름이다. 이것은 그가 우연히 인터넷에서 한 번 사용한 이름이나, 이후 팬들 사이에서 그의 별명처럼 굳어졌고, Leo Kekoa도 "떠버리" 등의 곡을 발표하면서 다른 이름으로 자연스럽게 사용하고 있다.
- L.E.O.는 2집 때 정식 예명이 된 이름이다. 3집 때까지 이 이름을 사용하였으며, 스나이퍼 사운드와 이별한 후에는 다시 Leo Kekoa라는 이름을 쓰고 있다.